# وارين غرانادوس
وارين غرانادوس (بالإسبانية: Warren Granados)‏ (6 ديسمبر 1981 كوستاريكا - ) هو لاعب كرة قدم كوستاريكي، يلعب كلاعب وسط.

## روابط خارجية
- وارين غرانادوس على موقع الاتحاد الدولي (مؤرشف)  (الإنجليزية)
- وارين غرانادوس على موقع قاعدة بيانات كرة القدم.إي يو (الإنجليزية)
- وارين غرانادوس على موقع ناشيونال فوتبول تيمز (الإنجليزية)
- وارين غرانادوس على موقع أوليمبيديا (الإنجليزية)